# Salinenkonvention
 (février 2022).
Le contenu est difficilement compréhensible vu les erreurs de traduction, qui sont peut-être dues à l'utilisation d'un logiciel de traduction automatique.
La convention des saline (en allemand : Salinenkonvention, ou son nom complet Konvention zwischen Bayern und Österreich über die beiderseitigen Salinenverhältnisse vom 18. März 1829) est un traité d'État entre la Bavière et l'Autriche pour régler les questions interétatiques de la production de sel. Il s'agit de l'extraction de sel du Dürrnberg autrichien hors territoire national bavarois et de l'extraction de bois pour les salines bavaroises de Bad Reichenhall dans le Pinzgau autrichien (Saalforste).
La convention a été décrite par Wilhelm Nerl et Hellmut Schöner comme le plus ancien traité d'État encore en vigueur en Europe ce qui bien sûr ne résiste pas à l'examen. En 1957, une nouvelle mouture du traité a eu lieu.

## Contenu
La Bavière a acquis le droit irrévocable de couper du bois dans le Pinzgau autrichien pour chauffer les Sudhäuser de Reichenhall. Ces forêts sont appelées Saalforste.
En retour, les mineurs de Hallein creusent pour le sel sur le Dürrnberg profondément sous la frontière en territoire bavarois, une réglementation qui a survécu à toutes les turbulences depuis lors.
Outre ces deux accords importants, la Convention sur les salines comportait également d'autres dispositions juridiques ; Par exemple, il a été déterminé comment procéder si un Autrichien tuait un compatriote dans la forêt bavaroise ou si les habitants des fermes de la région bavaroise bénéficiaient de droits d'emploi garantis dans les mines autrichiennes.

## Histoire
Ce que le Wittelsbacher Ludwig der Kelheimer avait convenu avec l'archevêque de Salzbourg Eberhard II de Ratisbonne (de) 600 ans plus tôt a été mis dans un contrat écrit en 1829 : la Salinenhauptkonvention.
Les forestiers bavarois gèrent encore 11 158 hectares de forêt dans la zone entre Leogang et Unken, qui s'appellent officiellement Saalforste. La Bavière a également son mot à dire en tant que propriétaire foncier lorsqu'il s'agit d'approuver des remontées mécaniques ou des carrières.
Bien que les mines du Land de Salzbourg aient été fermées dans les années 1980 et que Bad Reichenhall n'ait plus besoin de bois pour extraire le sel de la saumure, l'accord entre l'État libre de Bavière et la République d'Autriche sur l'application de la Salinenkonvention du 25 mars 1957  contrat révisé est toujours valable à ce jour.

## Littérature
- Fritz Hofmann: 150 Jahre Salinenkonvention zwischen Bayern und Österreich 1829–1979. Verlag C. Ortmann, Mitterfelden
- Alexander Wegmaier: Außenpolitik im Föderalismus. Die bayerisch-österreichische Salinenkonvention von 1957. (= Forschungen zur Landes- und Regionalgeschichte, Band 12.) Eos-Verlag: St. Ottilien 2011,  (ISBN 978-3-8306-7505-1).